# جغد ترسناک
جغد ترسناک (نام علمی: Nesasio solomonensis) نام یک گونه از تیره جغدان راستین است.